# پل پاشاکلا
پل ساروجی پاشاکلا مربوط به دوره قاجار است و در شهرستان آمل، دابودشت، روستای پاشاکلا واقع شده و این اثر در تاریخ ۸ دی ۱۳۹۰ با شمارهٔ ثبت ۳۰۷۴۵ به‌عنوان یکی از آثار ملی ایران به ثبت رسیده‌است.